# Чехов Михайло Олександрович
Михайло Олександрович Чехов (рос. Михаи́л Алекса́ндрович Че́хов; 17(29) серпня 1891, Санкт-Петербург, Російська імперія — 30 вересня 1955, Беверлі-Гіллз, Каліфорнія, США) — російський та американський актор, режисер, театральний педагог, засновник акторської «Системи Чехова». Небіж письменника Антона Чехова, син прозаїка та публіциста Олександра Чехова.

## Життєпис
Син Олександра Чехова та його другої дружини Наталі Олександрівни Гольден (1855—1918).
У 1907 році вступив до театральної школи Петербурзького Малого (Суворинського) театру, де одним з його наставників був Борис Глаголін.
У 1912 році запрошений К. С. Станіславським в Московський Художній театр і зарахований у філіальне відділення.
Через рік у Першій студії МХТ став працювати під керівництвом Л. А. Сулержицького й Е. Б. Вахтангова.
У1918 році створив свою студію, де займався дослідженням акторської психотехніки (перебуваючи під сильним впливом антропософских навчань Р. Штайнера і А.Бєлого). Він був переконаним послідовником Рудольфа Штайнера. Вважав антропософію джерелом духовного відродження і водночас способом розвитку акторської майстерності.

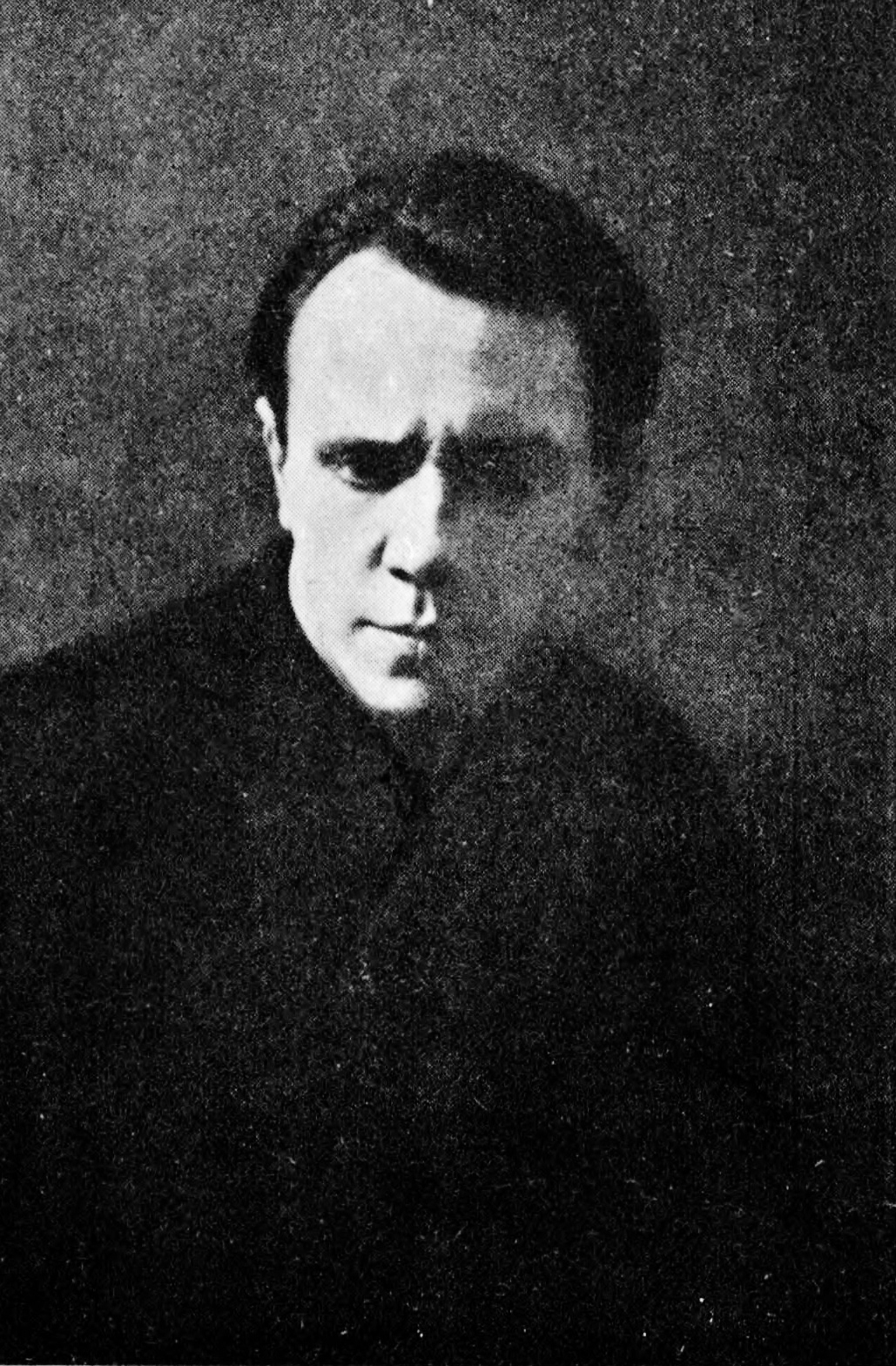
М. О. Чехов, 1922

У 1921 році грає роль Хлестакова в знаменитій постановці «Ревізора» (реж. Станіславський і Немирович-Данченко).
У 1922 році очолив Першу студію, яка в 1924 році була перетворена у МХАТ II.
Адаптував для сцени «Казку про Івана-дурня» Л. М. Толстого.
Брав участь у гастрольній поїздці театру Америкою в 1922—1923 роках; американська преса називала Чехова «Моцартом сцени», «людиною з тисячею облич».
У 1928 році, через незадоволеність всіма революційними змінами, вирішив не повертатися з гастролей Німеччиною. У 1929—1930 роках знявся в трьох фільмах, працював в театрі Макса Рейнгардта.
У 1930 році спробував організувати театр у Чехословаччині, але, отримавши відмову в субсидії, переїхав до Парижу. Виступав на сцені драматичних театрів Берліну, Відня, Парижу, Лондону.
У 1932 році в Ризі відкриває власну театральну студію, у якій почав практикувати навчальні засоби та техніки, які згодом виклав у книзі «Про техніку актора». Працює режисером і актором у театрах Риги, Сигулди, Каунаса. Після перевороту в Латвії в 1934 році залишає Ригу. У 1936 році відкрив свою студію в Лондоні.
З 1939 року жив у США, створив там свою акторську школу «Акторська лабораторія» (англ. Actors Laboratory), яка мала величезну популярність в акторському середовищі. Михайло Чехов час від часу знімався в кіно, зокрема у фільмі «Заворожений» (реж. А. Гічкок), за роль у якому номінувався на «Оскар» в номінації «Кращий актор другого плану» (1946). Того ж року став членом Академії кінематографічних мистецтв і наук. Останні роки життя займався переважно викладанням.
Помер у Беверлі-Гіллз (штат Каліфорнія) 1 жовтня 1955 року. Урна з його прахом похована на кладовищі Форест-Лон-Меморіал.

## Сім'я
- Перша дружина (1914—1917) — актриса Ольга Костянтинівна Чехова (дошлюбне прізвище Кніппер, племінниця Ольги Леонардівни Кніппер-Чехової, дружини Антона Павловича Чехова).
- Дочка Ольга (1916—1966), стала німецька акторка, відома під псевдонімом Ада Чехова (Tschechowa).
- Друга дружина — Ксенія Циллер.

## «Система Чехова»

### Відмінність від «Системи Станіславського»
Підхід Чехова, як і підхід Станіславського, визначає створення художнього образу як мету для драматичного актора. Однак для Станіславського зовнішній образ — результат всієї роботи, а для Чехова лише матеріал для роботи. Станіславський закликає актора шукати подібність між «я» і пропонованими обставинами, персонажем. Чехов пропонує шукати відмінності.

### Вплив системи
Незважаючи на те, що книжка «Про техніку актора» не відразу була опублікована в Америці, через «Систему Чехова» пройшли Мерилін Монро, Клінт Іствуд, Ентоні Куїнн, Юл Бріннер, Ллойд Бріджес і багато інших голлівудські «зірок». Школу називали «кузнею театральних талантів». Особливо значущим вважається внесок Чехова в розкриття таланту Мерилін Монро. Багато колег ставили під сумнів профпридатність акторки, а Чехов відкрив для неї свою систему акторської майстерності, з якою Монро і йшла протягом всієї своєї кар'єри.

### Книги
- Чехов М. Шлях актора.
- Чехов М. Про техніку актора.
- Чехов М. Спогади.